# Албень (Телеорман)
Албень, Албені (рум. Albeni) — село у повіті Телеорман в Румунії. Входить до складу комуни Скурту-Маре.
Село розташоване на відстані 66 км на захід від Бухареста, 48 км на північ від Александрії, 115 км на схід від Крайови, 142 км на південь від Брашова.

## Населення
За даними перепису населення 2002 року у селі проживали 324 особи, усі — румуни. Усі жителі села рідною мовою назвали румунську. Станом на 1 грудня 2021 року у селі проживало 148 осіб.